# トリニダード・ジェームズ
トリニダード・ジェームズ（英: Trinidad James、本名：ニコラス・ウィリアムズ、1987年9月23日 - ）とは、トリニダード・トバゴポートオブスペイン出身のラッパーである。

## 略歴
トリニダード・トバゴの首都、ポートオブスペインで生まれ、その後アメリカ合衆国へ移住した。メジャーレーベルDef Jamと契約を結び、2012年に発表したシングル「All Gold Everything」は全米シングルチャートにて、最高36位まで上昇した。2013年にはXXLのフレッシュマンリストに選出される。2014年、デビューアルバムの発売を待たずにDef Jamを離れ、独立アーティストとして活動を開始した。